# Valdes Pasolini
Valdes Pasolini, född 3 juni 1962, är en sanmarinsk före detta fotbollsspelare.
Pasolini spelade 14 matcher för det sanmarinska landslaget. Han gjorde 1991 San Marinos första mål i en officiell landskamp. Målet gjorde Pasolini på en straffspark i en 1–3-förlust mot Rumänien i kvalet till EM 1992.
Han är den ende person född på 1960-talet som gjort ett landslagsmål för San Marino.